# 副甲狀腺
副甲狀腺（英語：parathyroid gland）又稱甲狀旁腺，是分泌甲状旁腺素的内分泌腺体，能调节体内钙与磷的代谢。人类的甲状旁腺位于甲状腺侧叶后缘与甲状腺鞘之间，呈扁卵圆形，呈淡棕黄色，体积小，分为上下两对。上甲状旁腺位于甲状腺侧叶上、中1/3交界处；下甲状旁腺多位于甲状腺侧叶后缘近下端的甲状腺下动脉附近。
脊椎動物大多有甲状旁腺，但未见于鱼类、纯水生两栖动物和性未成熟的两栖动物幼体中。人類和一些真獸類的副甲狀腺與甲狀腺有一定解剖學位置關係，在其他動物的副甲狀腺和甲狀腺並無密切關係。副甲狀腺與胸腺的關係更為密切，兩者都起源於咽囊。人類一般會有四個副甲狀腺，位在甲状腺的後面，不過也會有些變異。
副甲狀腺是內分泌腺，通常有4個，分為上下兩對，呈扁卵圓形小體，大小如豌豆，貼在甲狀腺的後面。分泌的副甲狀激素及甲狀腺分泌的降鈣素能調節體內鈣、磷代謝。分泌副甲狀激素過少會造成血鈣降低、血磷升高，產生手足抽搐；分泌副甲狀激素過多則會造成血鈣升高、骨礦鹽減少、發生骨骼病變和泌尿系統結石。

## 細胞分類
副甲狀腺細胞有主細胞和嗜酸細胞兩種。主細胞數量多、胞核大、又分為暗細胞和明細胞兩型。前者含有豐富的內質網、高基氏體和核糖體，染色較深，這種處於活躍期的細胞是合成和分泌副甲狀腺素的主要場所；後者含內質網較少、高基氏體較小、但含高基氏體糖原較多、胞漿清亮。長期高血鈣可使主細胞萎縮，但仍能合成少量副甲狀腺素；長期低血鈣可刺激主細胞的內質網及高基氏體高度發達、分泌顆粒增多。嗜酸性細胞較主細胞大、數量較少、散在於主細胞之間。其胞漿中有大量嗜酸性顆粒。這種細胞在成年後逐漸增多，功能意義還不清楚，它們可能是退化的細胞。
在組織學意義上，副甲狀腺可分為主細胞和嗜酸細胞兩種細胞：
| 種類     | 染色顏色 | 數量 | 大小 | 功能                        |
| 主細胞   | 較暗     | 多   | 較小 | 製造副甲狀腺素 (see below). |
| 嗜酸細胞 | 較亮     | 少   | 較大 | 功能未知                    |

## 發現歷史
副甲狀腺首次由理查·歐文從印度犀牛中發現，人體內的副甲狀腺最早由瑞典醫學生Viktor Sandström (1852-1889)於1880年發現。

## 血液供應
副甲狀腺的血液供應，一般來自甲狀腺下動脈的主要分支、少數來自甲狀腺上動脈。下副甲狀腺的血液供應則來自下副甲狀腺動脈，為甲狀腺下動脈的主要分支。異位於前縱膈的副甲狀腺，血供來自內乳動脈。副甲狀腺靜脈一般匯入同側甲狀腺下靜脈。

## 胚胎學

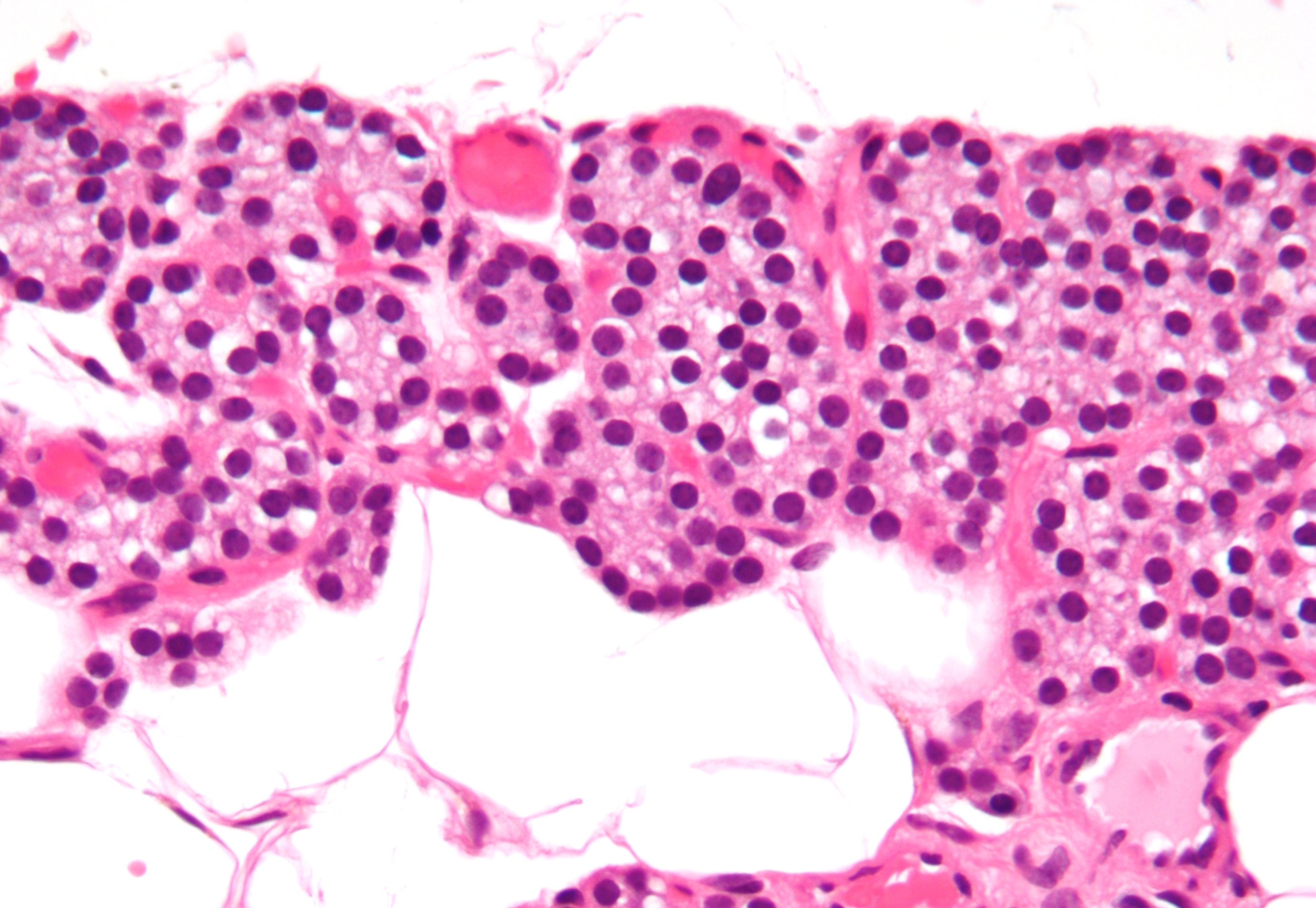
副甲狀腺的組織學圖片，使用蘇木精-伊紅染色法

在胚胎發育期，由鰓囊與咽部分離下降而成。副甲狀腺腺體非常小，約0.5×0.3×0.1立方公分，每個副甲狀腺重約25～40毫克。從出生後3個月開始，其重量隨著年齡的增長而增加，在30～40歲時達到最大重量。腺體外觀呈棕紅色、紅色或黃色，色澤由脂肪含量的多少而決定，青春期後脂肪組織逐漸增多。

## 副甲狀腺素

### 生物化學特性
1925年首先從副甲狀腺分離出高活性的提取物，被確認為副甲狀腺素具有調節血鈣的作用。副甲狀腺素由副甲狀腺的主細胞合成和分泌。
血循環中的副甲狀腺素至少有三種形式﹕完整的副甲狀腺素。
副甲狀腺素片段：具有生物活性，循環半衰期2～4分鐘，大部分在肝臟清除，少部分經腎臟濾過清除。
羧基端副甲狀腺素片段：無生物活性，正常人血中此片段濃度最高，循環半衰期30～40分鐘，主要由腎臟清除，因此慢性腎功能衰竭時此片段濃度明顯升高。
氨基端副甲狀腺素片段，有生物活性，血中濃度較低，半衰期亦短。
完整的副甲狀腺素可在副甲狀腺主細胞內裂解成片段後分泌入血，也可先分泌至周圍血後再裂解為諸片段。副甲狀腺素多鏈在第34～37個氨基酸的位置斷裂後，氨基端依然具有完整的副甲狀腺素的全部生物活性。

### 影響副甲狀腺素分泌的因素
血清鈣離子濃度是副甲狀腺素合成和分泌的主要調節因素。動物實驗證明，血鈣濃度與副甲狀腺素分泌率的關係成一曲線。血鈣濃度對副甲狀腺細胞分泌副甲狀腺素的調節作用是以腺細胞膜上腺酸環化和細胞內環磷酸腺苷的仲介環節而實現的，血磷濃度增高促進副甲狀腺素的分泌，因為高血磷可導致低血鈣而間接促進副甲狀腺素的分泌。血鎂濃度降低抑制副甲狀腺素分泌。藥理劑量的降鈣素可促進副甲狀腺素的分泌。
兒茶酚胺、多巴胺和腎上腺素等都可促進副甲狀腺素的分泌。老年人血中副甲狀腺素濃度較中青年者為高。人體血液中的副甲狀腺素濃度隨季節而變化，冬季高於夏季，這與血清中25-羥維生素D濃度的季節變化有關。冬天日照少﹐血25-羥維生素D的濃度較低、腸鈣吸收減少、血鈣水平下降、血副甲狀腺素呈生理性代償增多。

#### 骨的作用
骨是機體最大的鈣貯存庫，體內99%以上的鈣存於骨和牙齒中，副甲狀腺素具有加強破骨細胞活性，形成新的破骨細胞和暫時性抑製成骨細胞的功能，從而促進骨的吸收和溶解，使骨鈣釋放入血，提高血鈣濃度水準。

#### 腎臟的作用
副甲狀腺素抑制近端腎小管對磷酸鹽的重吸收，增加尿中磷酸鹽的排出，故副甲狀腺素過多時有低血磷症和高尿磷症。與此相反，副甲狀腺素增加遠端腎小管對鈣的回吸收。此外，副甲狀腺素還抑制腎小管對鈉和碳酸氫鹽吸收，使從尿中排出碳酸氫鹽增多，因而副甲狀腺素過多時，尿常呈鹼性。副甲狀腺素影響腎小管回吸收的效應十分快速，幾分鐘即可出現，且可長期持續作用。副甲狀腺素的另一個重要作用是促進25-羥維生素D在腎臟經1-羥化作用易轉化為1,25-二羥維生素D，這是至今所知活性最強的維生素D代謝產物，它能增加腸道對鈣和磷的吸收，因此副甲狀腺素有間接促進腸鈣的吸收功能。
正常情況下，機體調節和保持鈣磷代謝平衡主要依賴於副甲狀腺素、1,25-二羥維生素D和降鈣素三種激素，通過三者相互協同和拮抗的作用使血鈣濃度維持在正常範圍。這三種激素的合成和分泌皆與血清中鈣離子濃度密切相關。當血清中鈣離子濃度降低時，首先副甲狀腺分泌副甲狀腺素迅速增多，促進骨質吸收，骨鈣動員釋放入血:腎小管對鈣的回吸收增加：25-羥維生素D轉化為1﹐25-二羥維生素D增多，後一種作用的充分發揮約需20～24小時，從而使腸鈣吸收增加。這樣通過上述3個途徑，使血鈣濃度又復增高。當血清中鈣離子濃度增高時、一方面副甲狀腺的功能被抑制﹐副甲狀腺素的合成和分泌均迅速減少，從而降低骨的吸收和骨鈣的動員﹐減少腎小管對鈣的回吸收和1,25-二羥維生素D的生成﹐腸對鈣的吸收亦相應地降低；另一方面由於高血鈣而刺激降鈣素的分泌，它抑制骨的吸收和骨鈣動員﹐抑制腎小管對鈣和磷的回吸收。這樣通過機體自身調節﹐副甲狀腺素分泌減少和降鈣素分泌增多而導致血鈣濃度降至正常範圍。

## 動物的副甲狀腺
| 物種     | 分類     | 簡介 |
| 魚類     | 魚類     | 沒有副甲狀腺，但含有豐富的維生素D，藉以調節體內的鈣代謝。 |
| 兩棲動物 | 兩棲動物 | 才開始具有真正的副甲狀腺。它起源於第3、4咽囊，發生變態過程中，當肺代替鰓而成為呼吸器官時﹐副甲狀腺也就形成。它顯然與陸地生活有關。兩棲動物一般有4個副甲狀腺，每側兩個，根據其起源於第3、4咽囊分別叫做副甲狀腺Ⅲ和Ⅳ。這兩個腺體通常相距很近，位於胸竇內﹐靠近頸外靜脈，在腹側鰓體的尾端，體積很小，呈橢圓形，每個直徑約0.5～1.0釐米。兩棲動物在副甲狀腺切除後，血鈣水平下降，但不一定發生肢體搐搦。             |
| 爬行動物 | 蜥蜴類   | 副甲狀腺位於頸動脈處(副甲狀腺Ⅲ)和主動脈弓處(副甲狀腺Ⅳ)。並和動脈緊密接觸。切除副甲狀腺的症狀基本與高等動物的類似，只是症狀出現較遲。 |
| 爬行動物 | 蠵龜     | 副甲狀腺Ⅲ埋入胸腺，副甲狀腺Ⅳ與後鰓體密切相連。切除後的動物多死於痲痺，而不是肢體搐搦，所以副甲狀腺對蠵龜體的功能意義尚難肯定。 |
| 鳥類     | 鳥類     | 有兩對副甲狀腺，起源於第3、4咽囊。鳥為飛行動物，需要有浮力的骨骼和為蛋殼形成貯備鈣，其礦物質代謝可能有其特點。鳥的副甲狀腺有很大的代償性增生能力﹐在缺鈣時，可見其副甲狀腺明顯增大。鳥在切除副甲狀腺後出現的症狀與哺乳動物的類似。 |
| 鳥類     | 鳥類     | 鴿則離甲狀腺較遠。 |
| 鳥類     | 鳥類     | 雞的副甲狀腺位於胸腔的上部﹐靠近甲狀腺 |
| 哺乳動物 | 哺乳動物 | 一般有兩對副甲狀腺。一般都有副甲狀腺Ⅲ，而有些動物，如豬、鼠無副甲狀腺Ⅳ。不同種屬副甲狀腺的最終位置變異很大。一般副甲狀腺Ⅲ隨胸腺移動，而副甲狀腺Ⅳ則與甲狀腺靠近。因而在成年動物，兩對副甲狀腺的相對位置與胚胎時相反。 |
| 哺乳動物 | 哺乳動物 | 肉食哺乳動物的副甲狀腺Ⅲ位於甲狀腺的外側和背側的上端。副甲狀腺Ⅳ埋入甲狀腺，因而在狗、貓、兔、猴等副甲狀腺Ⅲ稱為外副甲狀腺；副甲狀腺Ⅳ稱為內副甲狀腺。 |
| 哺乳動物 | 哺乳動物 | 反芻動物：牛的副甲狀腺Ⅲ在胸腺的頭端，副甲狀腺Ⅳ靠近甲狀腺，羊的副甲狀腺Ⅳ在甲狀腺之內。人的副甲狀腺一般有4個，但根據記載也有兩個的、最多的有12個。4個副甲狀腺組成兩對，分在左右兩側。上面的一對副甲狀腺Ⅳ位於甲狀腺側葉背側的中上部，通常埋入固有層。下面的一對副甲狀腺Ⅲ位置變化較大，一般在甲狀腺側葉的下極，但也可隨胸腺降入胸腔或停留在頸動脈分支處。每個副甲狀腺體積約為0.6×0.4×0.15立方公分，重約0.05公克。 |

## 外部連結
- Parathyroid disease and treatments discussed in layman's terms at Parathyroid.com （页面存档备份，存于）
- Endocrine Web at endocrineweb.com （页面存档备份，存于）
- The origin of the parathyroid gland at pnas.org （页面存档备份，存于）